# Предвечерје пуно скепсе
„Предвечерје пуно скепсе” је југословенски и хрватски ТВ филм из 1988. године. Режирао га је Едуард Галић а сценарио су написали Иво Штивичић и Енес Ченгић по делу Мирослава Крлеже.

## Улоге
| Глумац          | Улога   |
| --------------- | ------- |
| Миљенко Брлечић | Глумац  |
| Сретен Мокровић | Глумац  |
| Ксенија Пајић   | Глумица |
| Алма Прица      | Глумица |